# Miss Prissy
Miss Prissy est un personnage de vieille poule dans les cartoons Looney Tunes. Sa première apparition date de 1950.

## Description du personnage
Miss Prissy est un personnage fictif des dessins animés de la Warner Bros. C'est une poule très âgée à l'aspect de grand-mère portant une coiffe à l'ancienne. Elle est dynamique, mais aussi très émotive.
Cette poule est typiquement décrite comme une « vieille fille », plus mince que les autres poules du poulailler, portant une coiffe bleue et des lunettes à monture métallique. Elle est souvent moquée par les autres poules, qui la décrivent comme une « vieille poule ».

## Histoire
Ce personnage secondaire est créé par Robert McKimson pour le dessin animé La Course à l'œuf (An Egg Scramble) de 1950.
C'est le seul dessin animé la mettant en scène avec Porky Pig, et dans lequel les autres poules se moquent du fait qu'elle ne peut pas pondre un œuf.
Par la suite, elle se manifeste en duo avec Charlie le coq. Ainsi, dans La Chasse au mari (Lovelorn Leghorn, 1951), elle est déterminée à trouver un mari, et dans Of Rice and Hen (1953), elle cherche à avoir des enfants. Cependant, dans L'Épreuve de la paternité (Little Boy Boo en 1954), elle est représentée comme une veuve avec un enfant : Eggbert ; elle a alors un vocabulaire beaucoup plus étendu et dit des mots à longue consonance autres que son fameux « yeeesss ». Charlie le coq résiste généralement à ses avances romantiques, bien que Eggbert et Charlie ne tombent pas d'accord. Cependant, les dessins animés L'Épreuve de la paternité (1954) et Le Faucon est un vrai dur (Strangled Eggs, 1961) dépeignent Charly comme celui qui poursuit Prissy pour ses propres besoins égoïstes. Toutefois, il fait preuve d'une empathie inhabituelle à l'égard de la fragilité émotionnelle de Prissy.
Miss Prissy est également apparue dans le dessin animé The Yolk's on You (1980).

## Doublage

### Voix originales
- Bernice Hansen (1936)
- Elvia Allman (1938)
- Mel Blanc (1950)
- Bea Benaderet (1950–1955)
- Marian Richman (1954)[3]
- June Foray (1959–1987)
- Julie Bennett (1961)
- Nancy Wible (1980)
- Tress MacNeille (2000)
- Grey DeLisle (2011)
- Laurie Fraser (2014)[4]
Eric Bauza (2018)[5]
- Candi Milo (depuis 2023)

## Filmographie
- La Course à l'œuf (An Egg Scramble) (1950)
- La Chasse au mari (Lovelorn Leghorn) (1951)
- Titre français inconnu (Of Rice and Hen) (1953)
- L'Épreuve de la paternité (Little Boy Boo) (1954)
- Feather Dusted (1955)
- Combat de coq (A Broken Leghorn) (1959)
- Le Faucon est un vrai dur (Strangled Eggs) (1961)
- The Yolks on You (1980)
- Carrotblanca (1995)
- Space Jam (1996) (caméo)
- Titi et le Tour du monde en 80 chats (Tweety's High-Flying Adventure) (2000)
- Cock-a-Doodle-Duel (2004)
- Le Noël des Looney Tunes (Bah, Humduck! A Looney Tunes Christmas) (2006)